# Roatán
Roatán je ostrov v Karibiku, nacházející se asi 65 kilometrů od severního pobřeží Hondurasu. S rozlohou 83 km² je v souostroví Islas de la Bahía (Utila a Guanaja) největším ostrovem.

## Češi na Roatánu
Na jižním pobřeží v centrální části ostrova, v části zvané Jonesville Point, vzniká od roku 2008 projekt Česká vesnice o rozloze 2,7 ha. Tvoří ho 50 staveb rodinných domů a rekreačních bungalovů, sloužících k pronájmu na krátkodobý pobyt. Vesnice disponuje vlastním molem, hospodou, parkovištěm, vrátnicí a masérnou s ošetřovnou. Organizaci vede volený výbor a správce. Češi jsou tak vedle Američanů a Kanaďanů další poměrně silnou skupinou zahraničních investorů na ostrově Roatán.
Pro fungování komunity byla založena akciová společnost, jejímž účelem je její provoz organizovat a právně zajišťovat. V počátcích bylo nutné vykácet část pralesa, vybudovat cesty a vykopat studnu pro zajištění pitné vody. V roce 2012 zakoupily pozemky desítky rodin z Čech a Moravy.

## Galerie

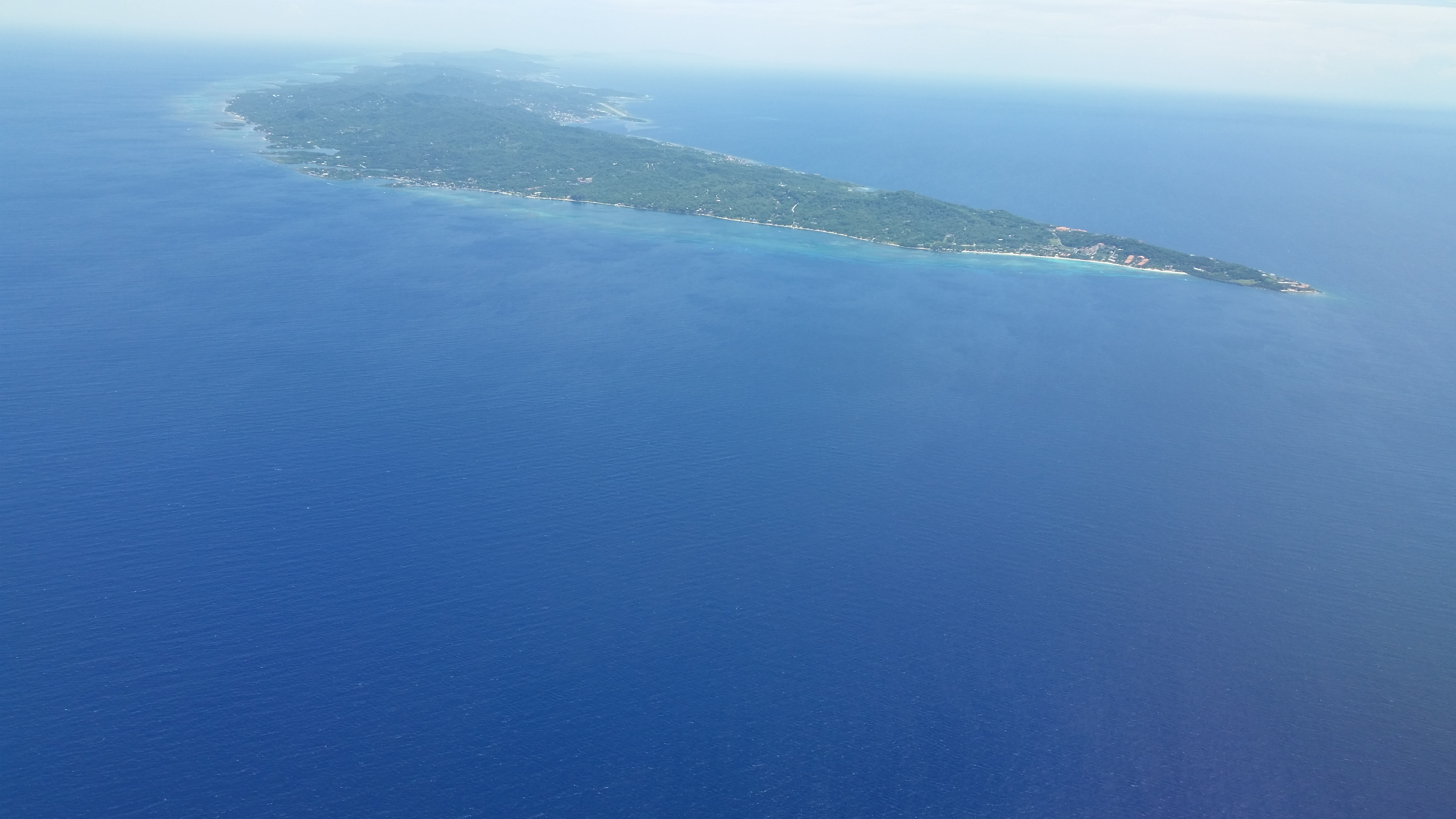
Západní polovina Roatánu.
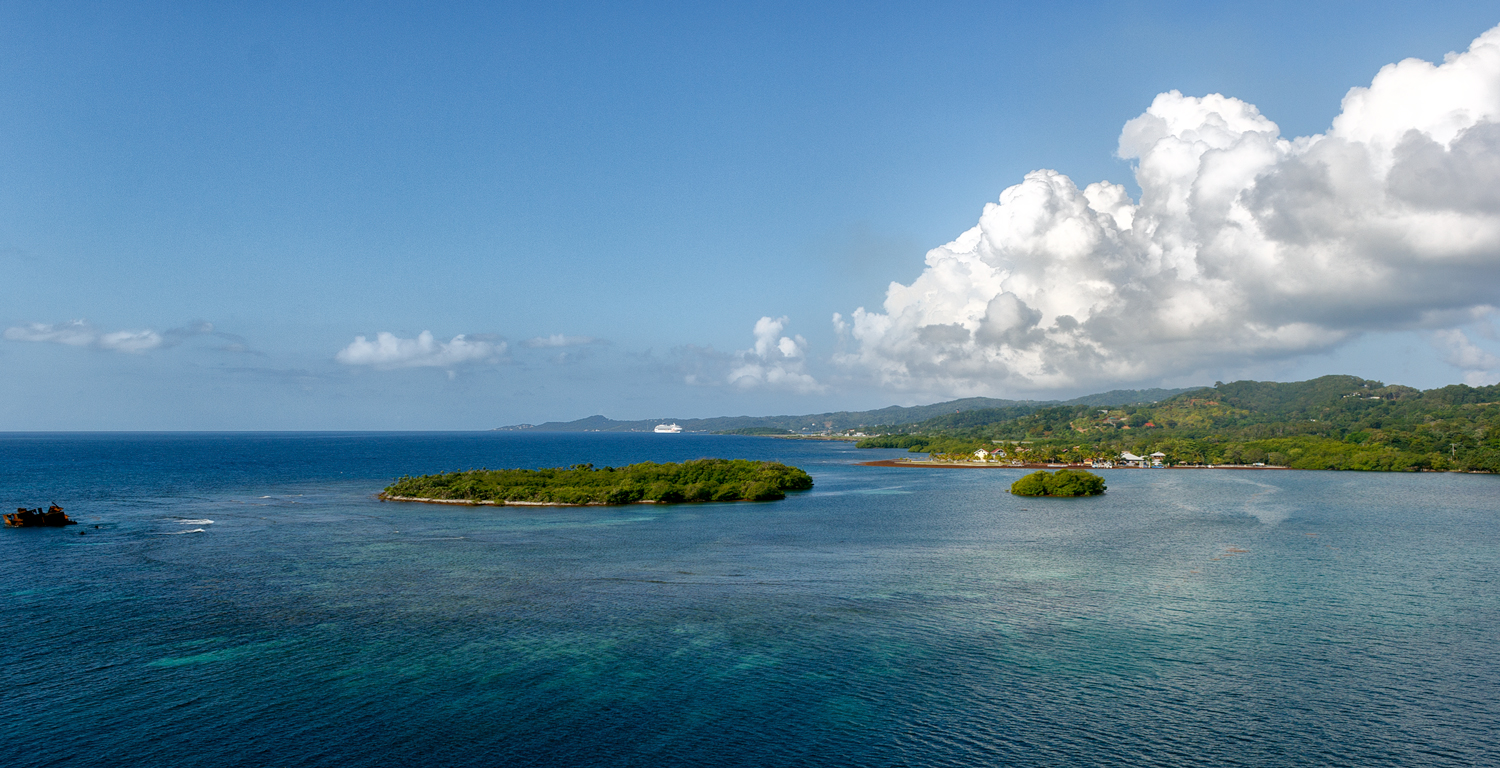
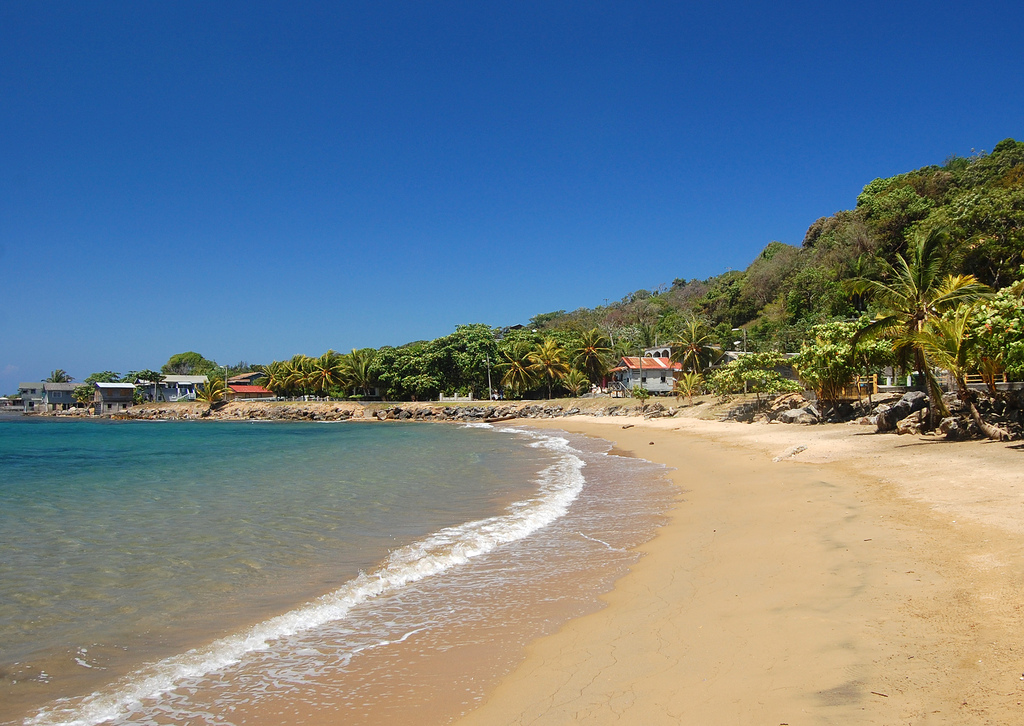
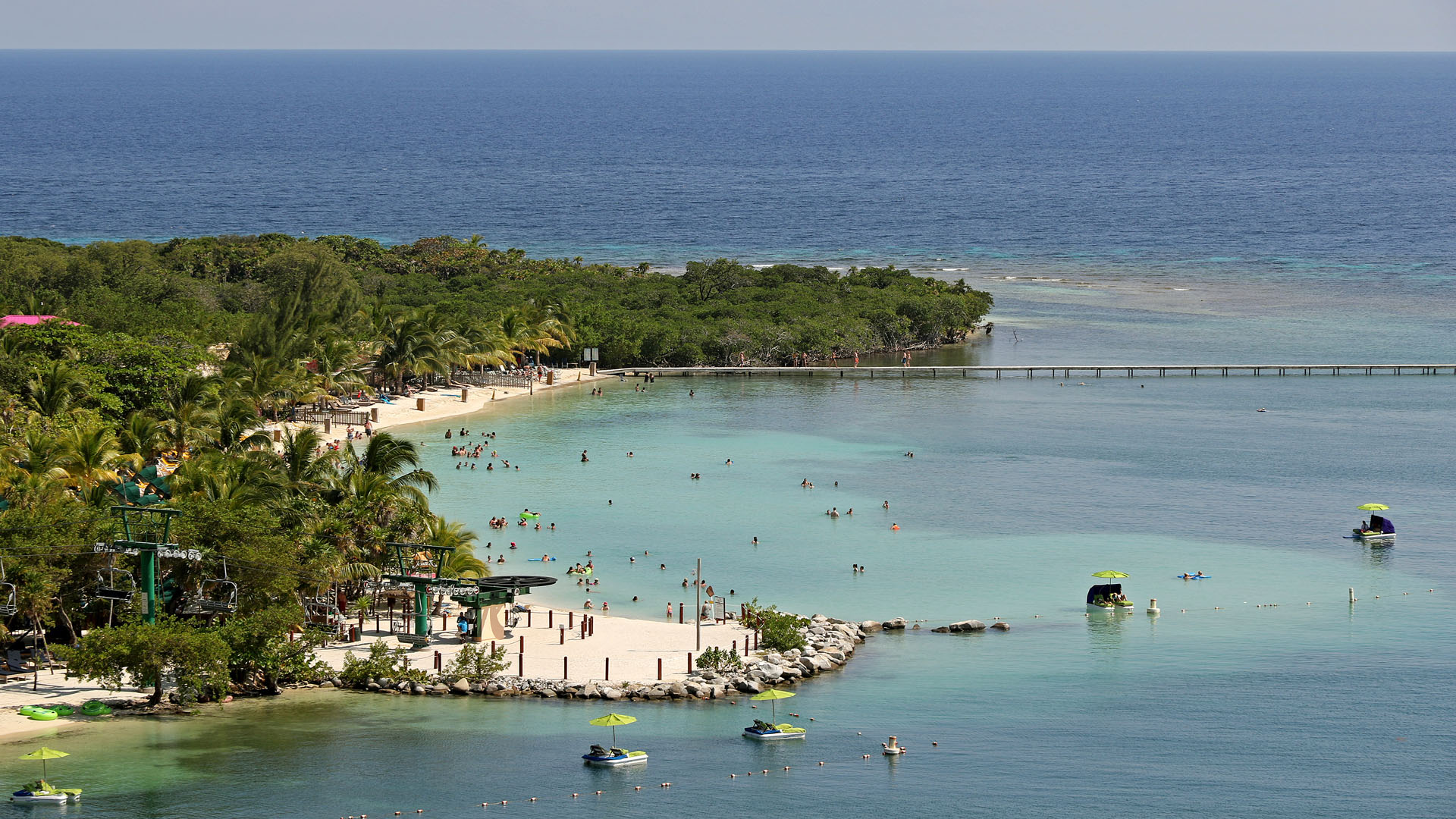